# Мечеть Кароль-Хунчиар
Мечеть Кароль-Хунчиар  (рум. Moscheea Carol-Hunchiar) или Джамия Букурещти (Мечеть Бухареста) (рум. Jamia Bucuresh) — мечеть в столице Румынии городе Бухарест. Построенная в начале XX века, является старейшей мечетью румынской столицы.     

## История
В 1906 году исполнилось 40 лет с тех пор, как Кароль I приехал в Румынию и 25 лет с момента его коронации. В честь этих дат было намечено провести торжественное общественно-государственное празднование. В ходе запланированных мероприятий было решено организовать юбилейную выставку на Филаретовом холме в Бухаресте (ныне Парк Кароля I, сектор 4). Выставка состояла из создания нескольких символических памятников, которые «украсят» территорию будущего парка. Такими памятниками например были Римские арены, Дворец искусств или Водонапорная башня «Cetatea lui Țepeș Vodă». Кроме того, по приказу короля была спроектирована мечеть, которая должна была символизировать присоединение к Румынскому королевству мусульманской области Северная Добруджа, а также уважение государства к туркам и татарам, которые боролись против османского режима. До того времени в Бухаресте не было мечетей. 
Автором всего ансамбля был французский архитектор Эдуард Редон. Мечеть располагалась в центральной части парка. Основными её посетителями долгое время оставались дипломатических представителей Османской империи и члены их семей. 
Мечеть находилась в парке Кароля I до 1959 года, когда коммунистический режим решил снести его, чтобы освободить место для Памятника Героям Отечества и народной борьбе за свободу и социализм. Год спустя, в 1960 году, власти решили восстановить мечеть, но в другом месте за пределами парка. Это связано с тем, что Румыния хотела иметь тесные политические и экономические отношения с мусульманскими государствами Африки и Ближнего Востока, а в столице должна была быть хотя бы одна мечеть.
Районом выбранным для реконструкции здания, стала площадь Пьептэнари, в районе нынешней площади Героев революции, на несколько улиц южнее парка Кароля I. До 1989 года мечеть Кароль-Хунчиар была единственным местом сбора мусульман города.

## Описание
Мечеть Кароль-Хунчиар находится в секторе 4, в районе площади «Героев революции», улица Мэнеску № 1. 3. По этому же адресу официально находится административная штаб-квартира «Мусульманской общины Бухареста». 
Мечеть имеет типичный для небольших турецких мечетей стиль, со скромным молельным залом и минаретом высотой около 26 метров. Присутствуют все характерные элементы мечети, такие как михраб (алтарь) или ниша, указывающая направление молитвы в Мекку, минбар (кафедра) для пятничных проповедей и ритуальные умывальники. В 1993 году рядом со старой каменной мечетью был построен деревянный зал, что позволило вместить больше верующих. У входа в мечеть на белой мраморной табличке написано «Geamia Musulmană Bucureşti 1960».